# Besselbüste

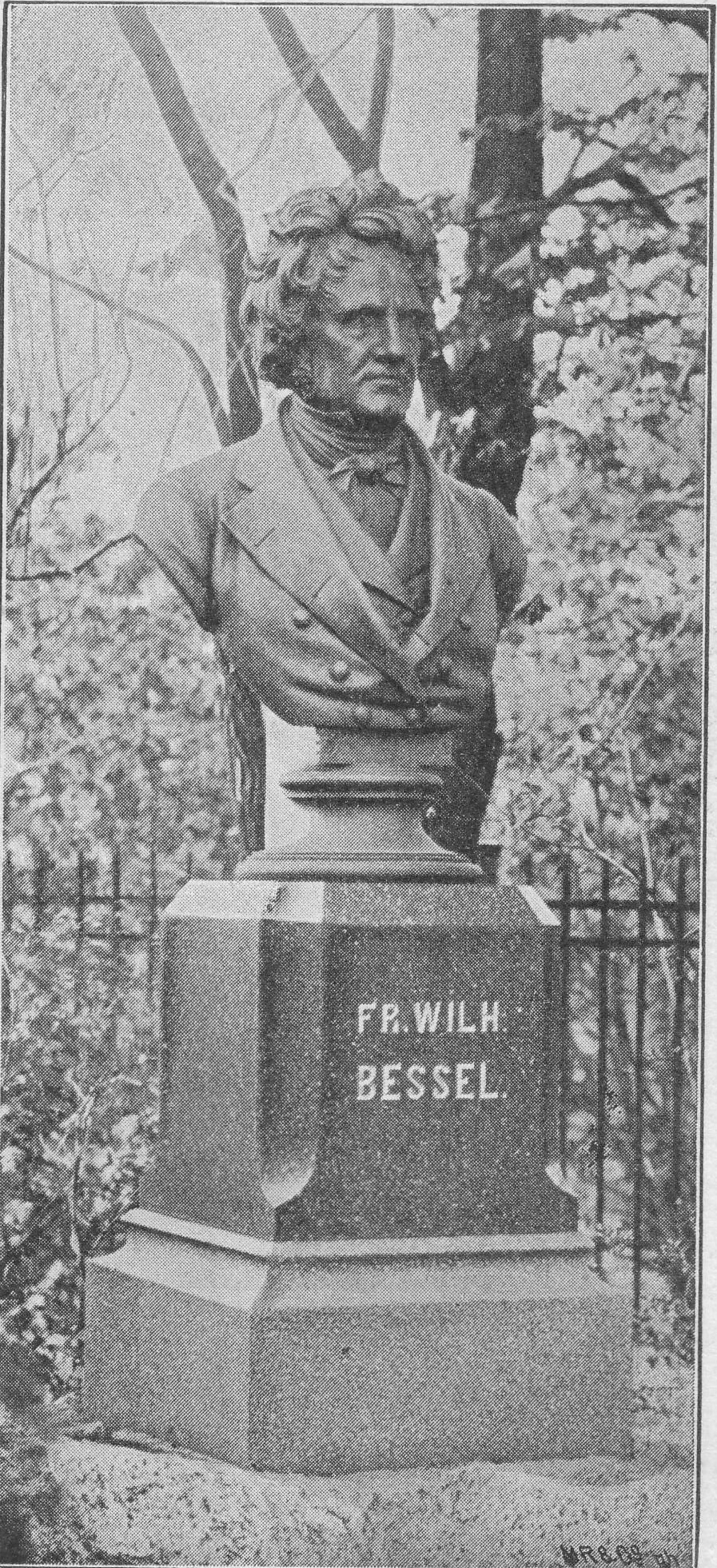
Besselbüste

Die Besselbüste war ein Denkmal für den preußischen Astronomen Friedrich Wilhelm Bessel in Königsberg (Preußen) und wurde von Johann Friedrich Reusch geschaffen.
Sie wurde 1882 im Garten vor der Sternwarte Königsberg aufgestellt. Im Zweiten Weltkrieg ging die Büste verloren.